# Tornando a casa (pel·lícula de 2001)
Tornando a casa és una pel·lícula italiana de crònica social del 2001 dirigida per Vincenzo Marra.

## Argument
Mostra les dificultats dels pescadors napolitans en enfrontament amb la pobresa, la immigració i els seus patrons. Malgrat la perillositat dels enfrontaments amb la policia, decideixen anar a pescar clandestinament a les costes de Sicília.

## Repartiment
- Aniello Scotto D'Antuono
- Giovanni Iaccarino
- Salvatore Iaccarino
- Roberta Papa
- Azouz Abdel Aziz

## Reconeixements
Va rebre el premi a la millor pel·lícula de la Setmana Internacional de la Crítica a la 58a Mostra Internacional de Cinema de Venècia i a la millor pel·lícula a Buenos Aires Festival Internacional de Cinema Independent (Bafici). A més, Marra va ser nominat al David di Donatello al millor director novell.
També va participar en la secció oficial de la XXII edició de la Mostra de València, on va rebre el premi a la millor banda sonora i a la millor fotografia.